# Коман (водноелектрическа каскада)
 Тази статия е за водноелектрическата каскада.  За селото в Егейска Македония вижте Коман.  
Коман е водноелектрическа каскада в Северна Албания със стъпаловиден язовир, изграден по течението на река Дрин, в региона Дукагин.
ВЕЦ-ът е завършен през 1986 година и има четири турбини френско производство с номинален капацитет от 150 MW всяка и с обща инсталираната мощност до 600 MW. 
Язовирът и ВЕЦ-ът носят името си по близкото село Коман.
Язовирните стени са каменонасипни с бетон от външния слой. Най-високата язовирна стена е 115 метра, като за изграждането на хидротехническото съоръжение са отишли 600 000 кубически метра материал и язовира обхваща дванадесет квадратни километра. 
Нивото на водата е средно на 170 м над морското равнище.